# Movimiento Espartaco
El Movimiento Espartaco o "Grupo Espartaco" (1959-1968) forma parte del movimiento artístico conocido como Pintura de Argentina. Fue un movimiento de artistas argentinos que promovieron el arte social en la década del ´60. Rechazaron el colonialismo cultural. Sus principales elogios vienen de escritores como Raúl González Tuñón, o Ernesto Sabato, Osiris Chierico, o historiadores como Cayetano Córdova Iturburu.

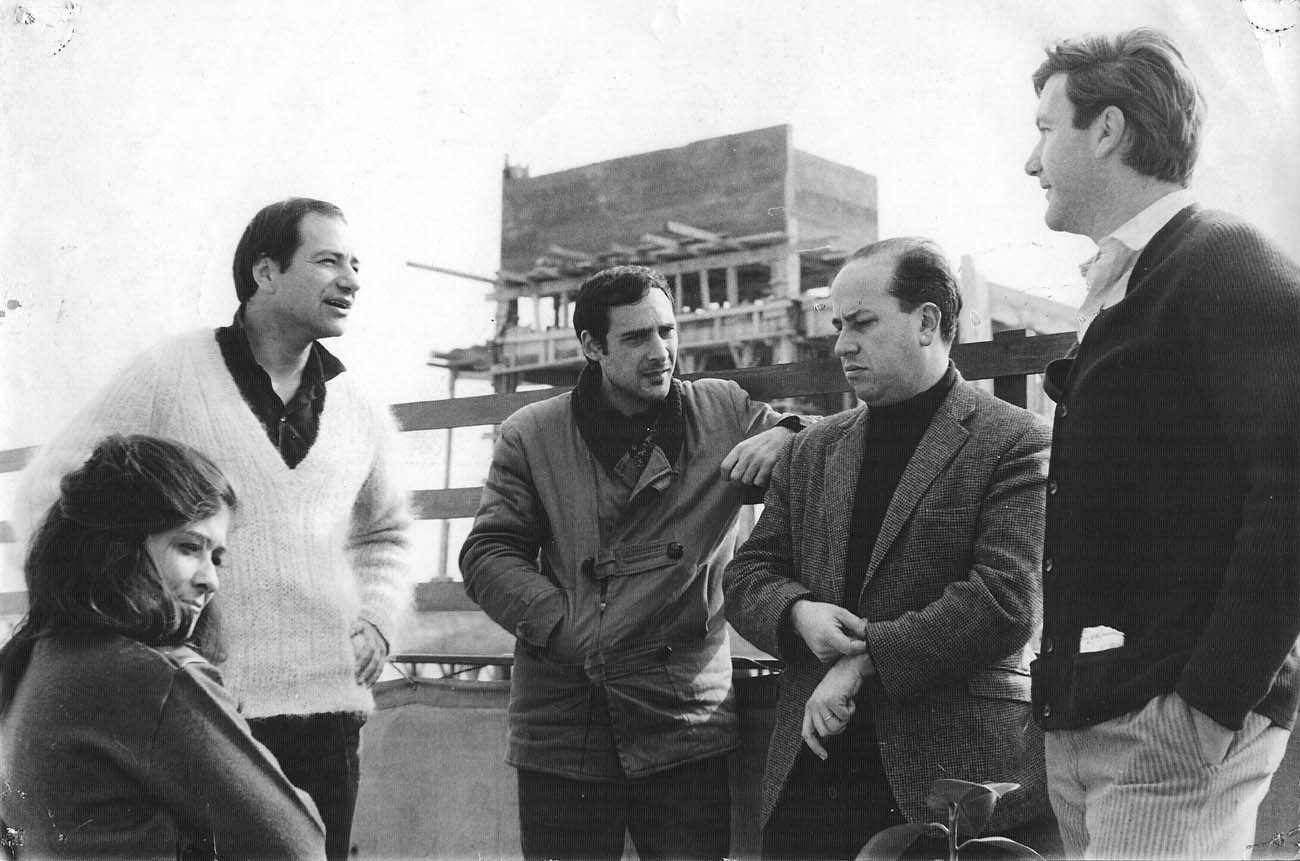
De izq. a der. Diz, Bute, Sessano, Sánchez y Mollari, 1961. Fotografía de Tito Vallacco

## Historia
En 1959 el entonces director del Museo de Arte Moderno de Buenos Aires, Rafael Squirru, invita e incita a J.M. Sánchez (1930), Claudio Antonio Piedras, Ricardo Carpani (1930-1997) y Mario Mollari (1930-2010) –que venían exponiendo juntos desde 1957– a participar como grupo en el Salón Nacional de Mar del Plata de 1959. Suman a dos nuevos pintores, Carlos Sessano (1935) y Esperilio Bute (1931-2003). De este modo se forma el Movimiento Espartaco. El nombre se toma en homenaje a la liga espartaquista capitaneada por Rosa Luxemburgo, movimiento obrero alemán de raíz marxista que se conoce como consejismo. Ese mismo año se incorporó a la formación el fotógrafo Vallaco y el pintor boliviano Raúl Lara. En 1960 se incorporaron Elena Diz y Pascual Di Bianco. En 1961 se produce la expulsión de Ricardo Carpani tras acusar a Sessano de "comunista infiltrado". Pascual Di Bianco secundó la posición de Carpani, saliendo del Grupo. En 1963 sale del grupo Bute y en 1965 se incorpora Franco Venturi (1937-desaparecido el 20 de febrero de 1976), primer artista plástico asesinado durante la dictadura del general Videla.
Se procedió a la disolución del Grupo Espartaco en la importante Galería Witcomb del 5 al 16 de agosto de 1968 en la que se incluye como excompañeros a Bute, Di Bianco, Carpani y Lara. Los Espartaco en su despedida manifiestan: "Hoy los fines que el grupo se había propuesto y en cierta medida conseguido, ya no son solamente sus integrantes quienes van en procura de ellos y en buena parte los han alcanzado. (...) Pero si los objetivos del grupo son ahora los objetivos de la mayoría de sus colegas, continuar en él implicaría una actitud decididamente contradictoria con los propósitos que animaron y animan a sus integrantes: si su finalidad es hoy prácticamente la finalidad común, sus componentes deben integrar esta comunidad mayor".

## Manifiesto
En su manifiesto "Por un arte revolucionario" se entroncan con la tradición muralista y americanista. Se oponen al coloniaje artístico sin negar la incorporación de novedades formales. Se editó por primera vez en 1959 en la revista Política, y se reeditó en varias ocasiones.
“Es evidente que en nuestro país, a excepción de algunos valores aislados, no ha surgido hasta el momento una expresión plástica trascendente, definitoria de nuestra personalidad como pueblo. (...) Si analizamos la obra de la mayor parte de los pintores argentinos, especialmente de aquellos que la crítica ha llevado a un primer plano, observaremos como característica común el total divorcio con nuestro medio, el plagio sistematizado, la repetición constante de viejas y nuevas fórmulas, (...) La gran Nación Latinoamericana ya ha tenido en Orozco, Rivera, Tamayo, Guayasamín, Portinari, etc. fieles intérpretes que partiendo de las raíces mismas de su realidad han engendrado un arte de trascendencia universal. ( ) La anécdota podrá tener una importancia capital para el artista cuando aborda una temática que siente profundamente y en la cual encuentra inspiración; pero en última instancia no constituye el elemento que justifica y determina la validez intrínseca de la obra de arte, ni es de ella que emana el contenido de su tra- bajo. De ahí lo absurdo de cierto tipo de pintura pretendidamente revolucionaria que se limita a describir escenas de un revolucionarismo dudoso, utilizando un realismo caduco y superado. No es de extrañar entonces que por su misma inoperancia esta pintura sea tolerada, y hasta en cierto modo favorecida, ( ) Es imprescindible dejar de lado todo tipo de dogmatismo en materia estética; cada cual debe crear utilizando los elementos plásticos en la forma más acorde con su temperamento, aprovechando los últimos descubrimientos y los nuevos caminos que se van abriendo en el panorama artístico mundial y que consti- tuyen el resultado de la evolución de la Humanidad, pero eso sí, utilizando estos nuevos elementos con un sentido creativo personal y en función de un contenido trascendente”.

## Autores
Incluimos una breve reseña sobre los autores del Grupo Espartaco, más allá del tiempo de pertenencia o número de exposiciones de participación. Procedemos por riguroso orden alfabético:
- Bute, Esperilio.  Nació en 1931 en Ibicuy, Entre Ríos, Argentina. Falleció en 2003 Marbella, España. Cuatro años en el grupo. Miembro firmante del manifiesto. Participa en la exposición de Clausura y en todas las retrospectivas. Estudió pintura en el taller del maestro argentino Emilio Pettoruti, no obstante, reconoce como maestro al húngaro Lajos Szalay, con el que estudió dibujo, y a quien siguió en sus conceptos creativos y anti-académicos que el de Hungría divulgó en su larga docencia por la argentina. Premio de Honor Ver y Estimar de 1961. Es elegido para concurrir a la Bienal de París de 1963. Ese mismo año también fue seleccionado para concurrir a la III Bienal de Jóvenes Artistas, a realizarse en París. Fue vocal suplente de la Lista Blanca de la SAAP y participó en sus acciones colectivas. Tras salir del grupo trabajó para la galería Wildenstein, Van Riel, y Kramer entre otras. Realizó colectivas con otros pintores afines como Carlos Alonso, o Alfredo Plank.
- Di Bianco, Pascual. Nació en Bs. As. en 1930. En 1964 se radica en Suecia, donde fallece en 1978. En 1960 ingresó al movimiento "Espartaco" participando en sus muestras. Realizó numerosas exposiciones, entre ellas Galerías: Van Riel, Velázquez, Nordiska Kompaniet, Latina, Passe Partout (Suecia), museos: de Tucumán, de Kalmar (Suecia), etc. y murales en Olavarría, en los sindicatos del Vestido y la Alimentación, Biblioteca del Movimiento Obrero (Estocolmo), etc. Poseen obras suyas colecciones privadas del país y del exterior.
- Diz, Elena. Nació en Bs. As. en 1925. Pintora, grabadora y ceramista. Egresó de la Esc. de Bellas Artes "M. Belgrano" y concurrió al taller de V. Puig. En 1960 ingresó al grupo Espartaco participando en todas sus exposiciones hasta su disolución en 1968. En 1975/76 residió y pintó en las Islas Baleares. Poseen sus obras numerosas instituciones y colecciones del país y del exterior, entre las que se encuentran Vancouver Art Gallery, S. Fraser University (Canadá), los Museos de B. A. de Santa Rosa, Chaco. de Arte Moderno y del Grabado de Argentina.
- Carpani, Ricardo. Nació en el Tigre en 1930. En 1952 inició estudios de pintura con Emilio Pettoruti. Expuso por primera vez en 1957 junto a J. M. Sánchez y M. Mollari. Dos años en el grupo. Miembro firmante del manifiesto. Participa en la exposición de Clausura y en todas las retrospectivas. Fue expulsado en 1961 del Grupo Espartaco con polémica recogida en la prensa de Buenos Aires.En 1962 Se integra en la CGT realizando una labor militante prodigándose en panfletos y afiches. Destaca su labor como teórico, Arte y Revolución en América Latina, (1963) y El Arte y la Vanguardia Obrera (l965). En 1994 Se publican sus libros: "Carpani", con textos de Rafael Squirru y de Manuel Vicent; y "Carpani: Gráfica política", con textos de Ernesto Laclau y Luis Felipe Noé.
- Lara, Raúl. Nació en 1940, San José, Oruro, Bolivia y falleció en 2011 en Cochabamba, Bolivia. Se inició en el taller de su hermano Gustavo Lara, viajó a Argentina para su perfeccionamiento, ingresó en 1959 en el Movimiento Espartaco donde permaneció medio año. En 1962 ingresó al taller del maestro Juan Carlos Castagnino, Con él afinó técnica y estilo de pincelada suelta,

Con ese bagaje, Raúl marcha Jujuy, donde se radicó desde 1969 formando otro grupo con su hermano Gustavo, y con Carlos Entrocassi, Martha Fassinato y Marcelo Bolívar.
- Mollari, Mario. Nació en Bs. As. en 1930 y falleció en la misma ciudad en 2010. Nueve años en el grupo. Miembro firmante del manifiesto. Participa en la exposición de Clausura y en todas las retrospectivas. Fue incluido en la exposición arte y política en los 60 celebrada en el 2001. Virtuoso y el más premiado del grupo. En sus años de Espartaco se consideró Budista-Zen. El más relacionado con el tema del campesinado. Ha expuesto regularmente desde 1957, en galerías: Van Riel, Witcomb, S. Patrich (EE. UU.), Art G.(Denver), Kromos, etc., UNESCO (Líbano), Museo de Arte Mod. de Bs. As., de Río de Janeiro, de Londres, de Suecia, etc.. Ha realizado numerosos murales, p.e. en la Ciudad Univ. (UBA). Ha recibido diversos premios, tales como: V Bienal de Arte Sacro, 1o LXXVII Salón Nac., de Honor Salón M. del Plata, etc. Poseen obra suyas numerosos museos y colecciones del país y del exterior.
- Sánchez, Juan Mauel. Nació en Bs. As. en 1930. El extensísimo currículum de Sánchez, trabajador inagotable se muestra aquí en un resumen orientativo. Nueve años en el Grupo. Miembro firmante del manifiesto. Participa en todas las exposiciones y en todas las retrospectivas. Realizó numerosas exposiciones individuales y colectivas y murales (Fac. de Ciencias (UBA), 1965, Tunquelen (1992), University S. Frazer, Canadá, etc. Es probablemente el mayor muralista de Argentina cuantitativamente hablando. Destacar algunos murales como “Galicia” ubicado en el Auditorio del Centro Betanzos, Asociación Galega de Buenos Aires, sito en Venezuela 1536. “La Familia”ubicado en la Galería Jonte sita en Álvarez Jonte 4737. Su actividad mural llega a Canadá en el edificio del gobierno de ontario - Queen´s Park, e incluso a España en 1979 en la Asociación de Moratalaz, Madrid España. Poseen obra suya entre otros museos: Museo de Arte Tres Arroyos, Museo de Arte de Mar del Plata, Museo del Grabado de Argentina, el Museo Ralli de Marbella España, la colección Groucho Marx de EE. UU.
- Sessano, Carlos. Nació en Bs. As. en 1935. Nueve años en el grupo. Participa en todas las exposiciones del movimiento, y en todas las retrospectivas. Viajó durante 1960-61 por el continente americano exponiendo y dando conferencias acerca de la propuesta estética del Movimiento Espartaco. En 1962 obtiene el premio Mención del Salón Nacional de Buenos Aires. Fue miembro de la Lista Blanca de la SAAP durante el 68. Participó en todas las acciones colectivas como Malvenido Mr Rockefeller. En 1976 presentó en España una excepcional muestra en la Galería Lezama de Valencia España, donde mostró la evolución de su lenguaje plástico.
- Venturi, Franco.  Nació en Roma en 1937 y llegó a la Argentina en 1950. Integró el grupo Espartaco desde 1965 hasta su disolución en 1968. Participó en diversas actividades organizadas por la Sociedad Argentina de Artistas Plásticos (SAAP). Su última muestra fue en homenaje al Cordobazo en 1969. A partir de allí, radicalizó su militancia política. Entre julio de 1972 y mayo de 1973 estuvo detenido en distintas cárceles. En prisión se dedicó con fuerza al cómic satírico. A partir de su liberación, con la amnistía de 1973, retomó las actividades política y continuó trabajando como dibujante e historietista en distintas publicaciones hasta su detención-desaparición el 20 de febrero de 1976.

## Murales
Mediante la LEY N° 3.677 (Buenos Aires, 13 de diciembre de 2010), la Legislatura de la Ciudad Autónoma de Buenos Aires, sanciona con fuerza de Ley: Artículo 1.º- Declárase bien integrante del Patrimonio Cultural de la Ciudad de Buenos Aires de acuerdo con la Ley 1227, inciso h) los siguientes murales de los artistas del Grupo Espartaco: “Trabajo, solidaridad y lucha” y “Conciencia” de Ricardo Carpani ubicado en el Salón de Actos del Sindicato de Obreros de la Alimentación sito en Estados Unidos 1532. “Trabajadores” de Pascual Di Bianco ubicado en el Salón de Actos del Sindicato de Obreros de la Alimentación sito Estados Unidos 1532. “Dirigentes en Asamblea” de Pascual Di Bianco ubicado en el Hall de Entrada del Sindicato de Obreros del Vestido, sito en Tucumán 737. “Primero de Mayo” de Ricardo Carpani ubicado en el Hall de Entrada del Sindicato de Obreros del Vestido, sito en Tucumán 737. “Galicia” de Juan Manuel Sánchez ubicado en el Auditorio del Centro Betanzos, Asociación Galega de Buenos Aires, sito en Venezuela 1536. “La Familia” de Juan Manuel Sánchez ubicado en la Galería Jonte sita en Álvarez Jonte 4737. “Tres niños” de Carlos Sessano ubicado en el hall de entrada del edificio sito en Junín 309. “Seis Mujeres” de Juan Manuel Sánchez” ubicado en el hall de entrada del edificio sito en Paraguay 1269.http://www.cedom.gov.ar/es/legislacion/normas/leyes/ley3677.html
El muralismo no representa el único recurso de arte público que propone Espartaco, hay una actividad más amplia: El viaje como elemento de difusión, exposiciones de divulgación en Universidades, asociaciones diversas, y en el interior del país. Acciones de concienciación como conferencias, afiches, acciones situacionistas como Villa Quinteros, todos estos recursos hace trascender a Espartaco más allá de un movimiento muralista. La dimensión social de espartaco trasciende con mucho a las anteriores expresiones artísticas de Argentina, suponiendo esto una
aportación decisiva para la plástica y cultura nacional. Hay un antes y un después de Espartaco. En cualquier caso desde sus inicios fue considerado una vuelta al muralismo, es decir, una renovación de esta tradición americanista en plenos años 60.

## Exposiciones
* 1959
- Primer Salón de Artes Plásticas Rioplatense.
- Agrupación de Arte SUR (avellaneda).
- Circo Teatro Arenas (Buenos Aires). Bute presenta un cuadro no figurativo. Se expone también fotografía de Vallaco.
- Nuevo Teatro (Buenos Aires).
- DEl 28 DE Dic. al 8 de Ene.: UNESCO (Líbano): TRES PINTORES ARGENTINOS: Sessano, Sánchez, Mollari.

* 1960
- Museo Provincial de Bellas Artes (Tucumán). Comienza la ausencia de Lara.
- Galería Van Riel, “Velázquez”, (Buenos Aires) exponen dos nuevos componentes Di Bianco Y Diz.
- Galería Witcomb ( Buenos Aires).
- Galería Velázquez (Buenos Aires).

* 1961
- Galería H (Buenos Aires). Auspiciada por el Museo de Arte Moderno de Buenos Aires.
- Universidad de Sur (Bahía Blanca).
- Facultad de Derecho y Ciencias Sociales (Buenos Aires).
- Galería Velázquez (Buenos Aires). Carpani y Di Bianco se alejan del grupo radicalizando su postura de un arte militante.
- Bute, Carpani, y Sánchez son invitados a exponer en el Museo de Arte de Río de Janeiro en la exposición Arte Argentino Contemporáneo.

* 1962
- Galería Velázquez (Buenos Aires).
- Galería Van Riel (Buenos Aires).
- La crítica señala la ausencia de Carpani y Di Bianco.
- Galería Groussac (Buenos Aires).
- La Asociación Estímulo De Bellas Artes convoca en la Sala Ernesto de la Carcova la gran exposición Pintura Argentina de Hoy, participan individualmente: Bute, Diz, Mollari, Sánchez y Sessano.

* 1963
- Galería Groussac (Buenos Aires). Participan: Bute, Diz, Mollari, Sánchez, Sessano.
- Biblioteca Popular (Buenos Aires).
- Club Comercio (Tartagal).
- Galería Lemer (Buenos Aires).
- Esperilio Bute es seleccionado para concurrir a la Bienal de París y “Arte Argentino Actual” a realizarse en el museo de Arte Moderno de París. Comienza su carrera individual y sale del Grupo.

* 1964
- Galería Van Riel. Movimiento Espartaco: reducido a Sánchez, Sessano, Molliari, Diz. Buenos Aires.
- Galería Velázquez (Buenos Aires)
- Facultad de Filosofía y Letras ( Buenos Aires)
- Sociedad Hebraica Argentina. ( Buenos Aires)

* 1965
- Museo Provincial de Bellas Artes (Tucumán).
- Galería Proar del 15 Nov. al 4 de Dic. Se une al grupo Franco Venturi.

* 1966
- Galería Hualpa (Buenos Aires) (10 Enero).
- The Simón Patrich (L. A. / U.S.A.). (Diz, Mollari, Sánchez y Sessano).
- Galería Velázquez (Buenos Aires).

* 1967
- Witcomb del 11 al 23 de diciembre. (Diz, Mollari, Sánchez y Venturi). (Sessano viajó a París pero no abandonó el Grupo).
- Año decididamente combativo bajo el onganiato. Participación individual de los miembros del grupo y de antiguos compañeros como Bute o Carpani, a través de la SAAP en los Homenajes a Latinoamérica dedicados al Che Guevara (1967 y 1968), Villa Quinteros, también es América y la muestra de afiches Malvenido Mister Rockefeller (1969). A los que se suman otros autores como Alfredo Plank (1937), Carlos Alonso (1929), o el maestro Juan Carlos Castagnino.

* 1968
- El Grupo Espartaco decide su disolución y realiza una muestra de despedida en la Galería Witcomb a la que invitan a los excompañeros: Bute, Di Bianco, Carpani, Lara.
- De octubre a noviembre se presenta la LISTA BLANCA, candidatura para el equipo de gobierno de la S.A.A.P. formada por Pablo Obelar, Carlos Sessano, Ricardo Carpani, Carlos Alonso, Martínez Howard, Mario Erlich , Esperilio Bute, Juan M. Sánchez, Carlos Clemen.

* 1975

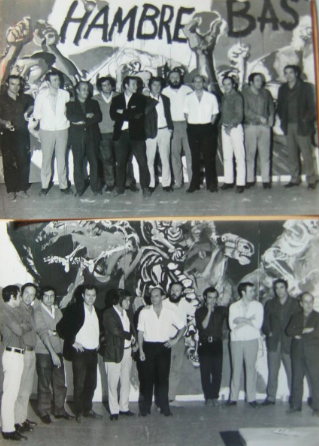
Añadir una leyenda aquí

- Málaga, España Caja ahorros Antequera exposición de dibujos: Carpani, Diz, Sánchez, Sessano, Colombres.

* 1986
- Homenaje a Espartaco Galería Soudan, 26 de junio al 8 de julio. Buenos Aires, (Bute, Carpani, Diz, Mollari, Sánchez, Sessano, y C. Piedras).

* 2001
- Arte y Política Palais de Glace. Buenos Aires. Comisariado de Alberto Giudici.

* 2004
- Exposición homenaje en la UNTREF. Con comisariado de Alberto Giudici:

Espartaco, Obra pictórica 1959-1968. Editorial Muntref, 2004. Buenos Aires.

## Obra en Museos y colecciones
Museo Eduardo Sivori, Museo de Arte Moderno, (Buenos Aires). Museo Bellas artes, Tres Arroyos. Bellas Artes de Santa Rosa, de Chaco, así como diferentes colecciones y fundaciones del País. También en el extranjero están representados, tanto en Europa como en América.

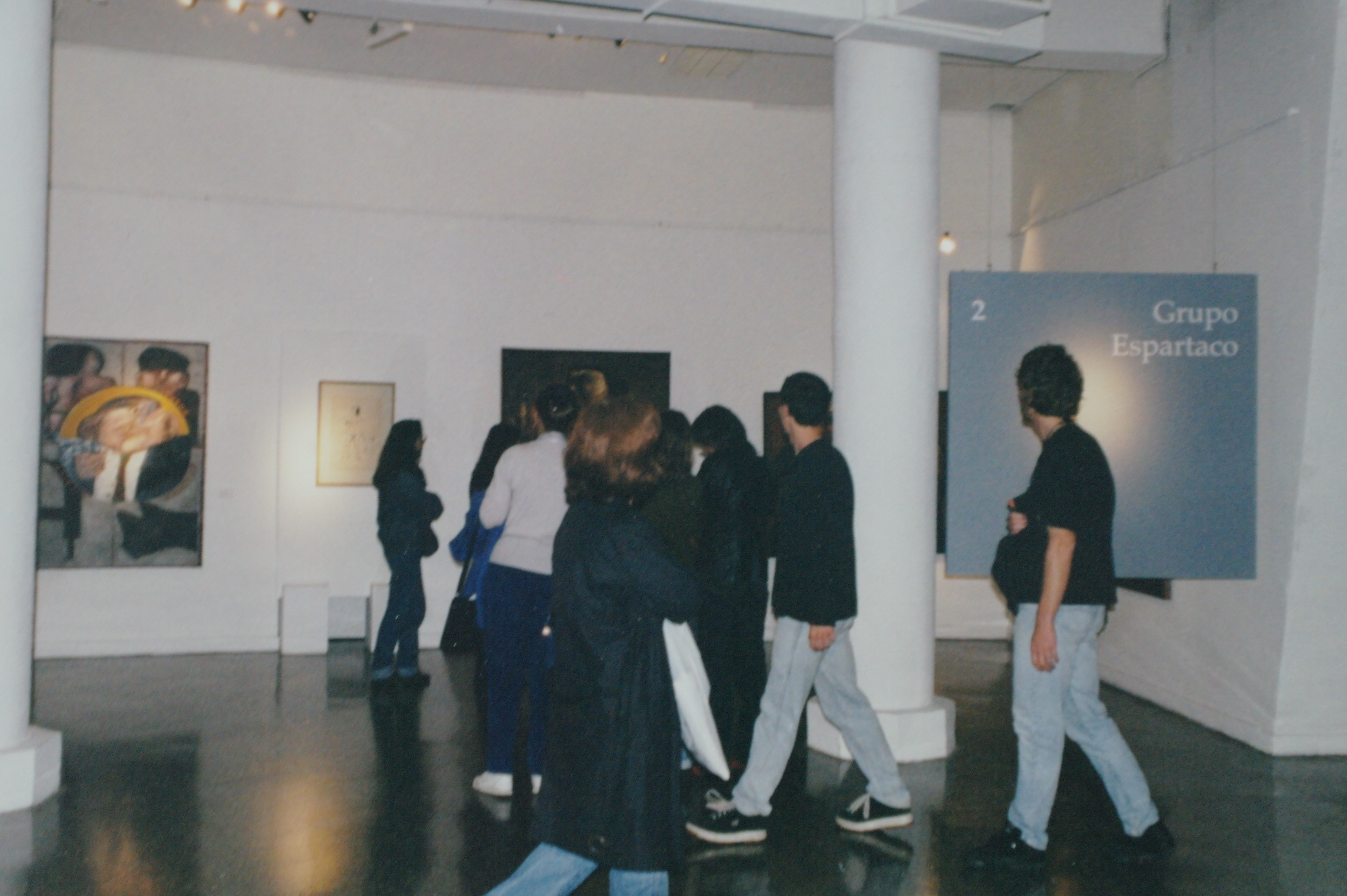
Arte y Política Palais de Glace. Buenos Aires.2001

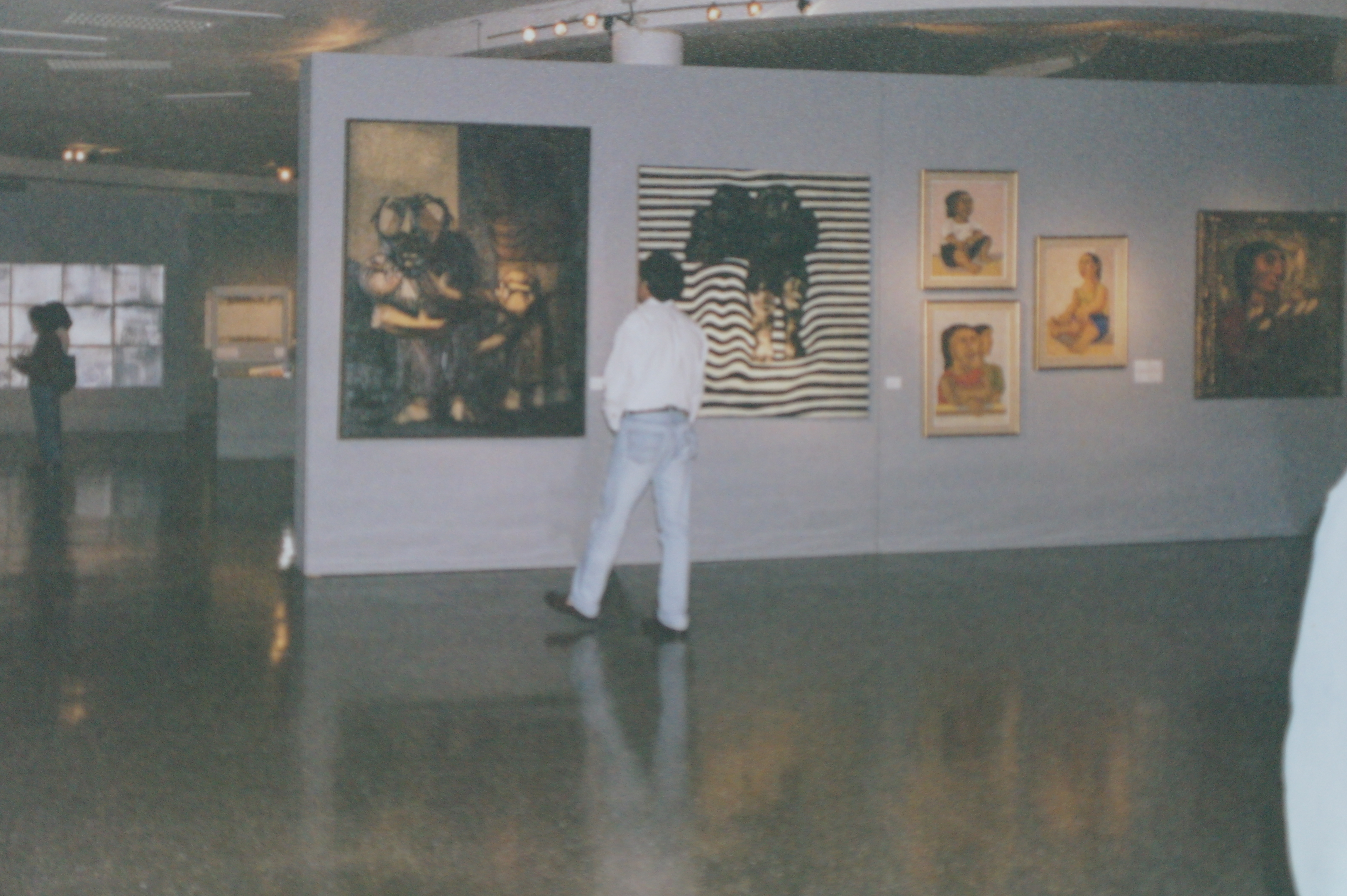
observan de izquierda a derecha obras de Sessano, Bute, y Diz en Arte y Política Palais de Glace. Buenos Aires.2001

Club Gimnasio Chacabuco. Murales inaugurados en 1959, cuya temática refiere a actividades deportivas.  Dos de ellos fueron realizados sobre las lunetas del gimnasio-cancha de basquet, obras de Ricardo Carpani. Los mismos fueron destruidos durante la construcción de la Autopista 25 de Mayo, ordenada por el intendente Cacciatore dentro de un plan del autodenominado "Proceso de Reorganizacion Nacional" entendiéndose a partir de 1982  como la más sangrienta dictadura, que obligó a los miembros del grupo a exiliarse en otros países.  Los cuatro murales restantes, obras de Mario Molari, Esperilio Bute y Juan Manuel Sanchez, posiblemente se encuentren bajo sucesivas capas de pintura en los muros que hasta hoy se mantienen en pie, y es donde actualmente funciona el Profesorado de Educación Física N° 2, F. W.Dickens. Las autoridades de Cultura y de Patrimonio de la Ciudad  como de Nación, son responsables de su recuperación y puesta en valor.